# Muille-Villette
Pour les articles homonymes, voir Villette.
Muille-Villette est une commune française située dans le département de la Somme, en région Hauts-de-France.

## Géographie

### Localisation
Le village, desservi par la RD 932, se trouve à 3 km au sud de Ham, 28 km de Péronne, son chef-lieu d'arrondissement et  64 km d'Amiens.
La commune de Muille-Villette fait partie de l'agglomération de Ham avec les communes de Ham, Eppeville et Brouchy.

#### Communes limitrophes
|               | Ham               | Sommette-Eaucourt (Aisne) |
| Eppeville     | Muille-Villette   | Brouchy                   |
| Esmery-Hallon | Golancourt (Oise) |                           |

### Nature du sol et du sous-sol
Le sol et le sous-sol de la commune sont de nature argileuse.

### Relief, paysage, végétation
Le relief de la commune est celui d'un plateau.

### Hydrographie

#### Réseau hydrographique
La commune est située dans le bassin Artois-Picardie. Elle est drainée par la Beine, l'Allemagne, la Ferme de Bonneuil, la Folie, la Fontaine de Villette et le Vert-Galant,.
L'Allemagne, d'une longueur de 13 km, prend sa source dans la commune de Fréniches et se jette  dans la Somme canalisée à Voyennes, après avoir traversé sept communes.

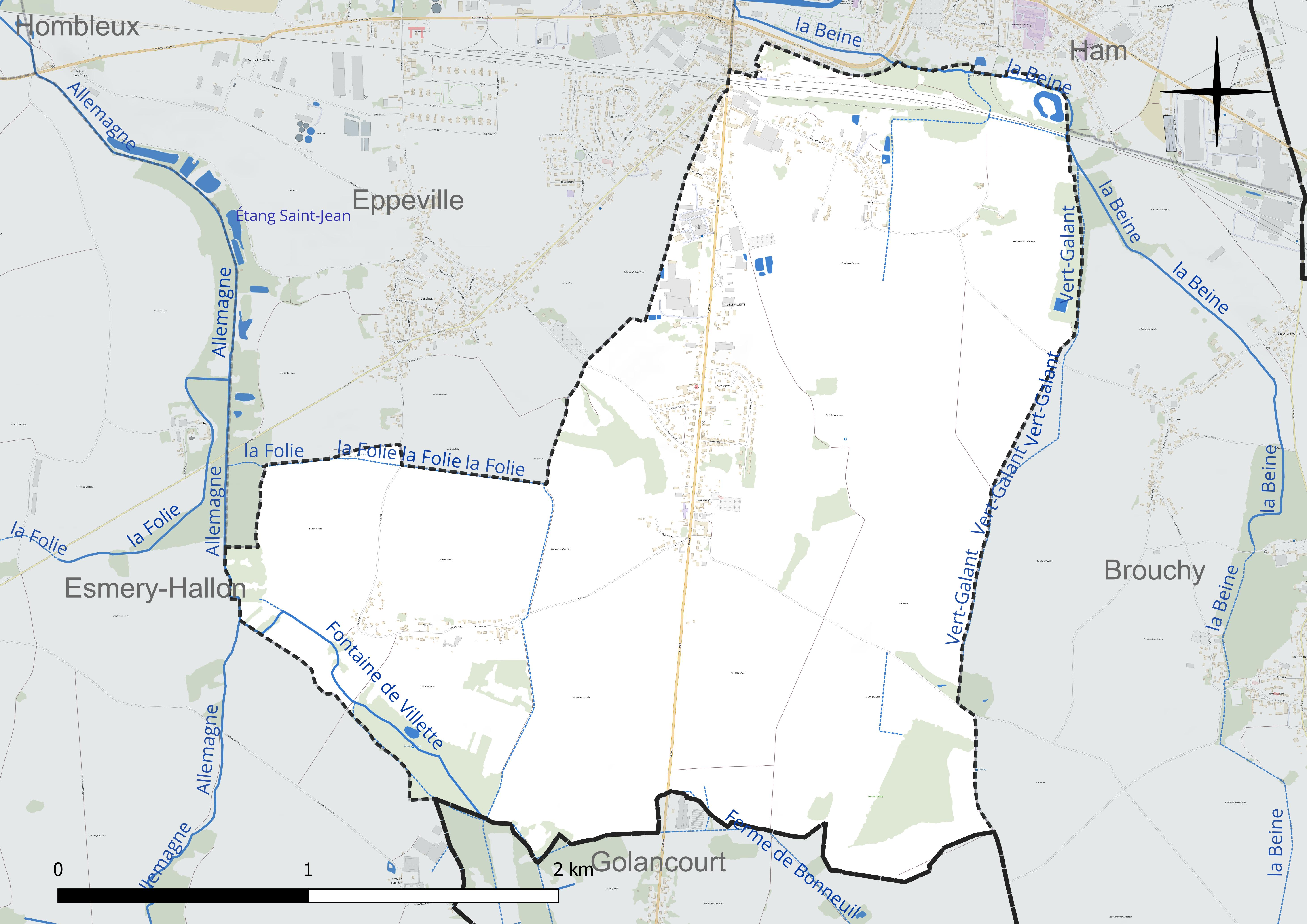
Réseau hydrographique de Muille-Villette.

#### Gestion et qualité des eaux
Le territoire communal est couvert par le schéma d'aménagement et de gestion des eaux (SAGE) « Haute Somme ». Ce document de planification concerne un territoire de 1 798 km2 de superficie, délimité par le bassin versant de la Haute Somme est constitué d'un réseau hydrographique complexe de cours d'eau, de marais, d'étangs et de canaux. Le périmètre a été arrêté le 21 avril 2006 et le SAGE proprement dit a été approuvé le 15 juin 2017. La structure porteuse de l'élaboration et de la mise en œuvre est le syndicat mixte d'aménagement hydraulique du bassin versant de la Somme (AMEVA).
La qualité des cours d'eau peut être consultée sur un site dédié géré par les agences de l'eau et l'Agence française pour la biodiversité.

### Climat
Pour des articles plus généraux, voir Climat des Hauts-de-France et Climat de la Somme.
En 2010, le climat de la commune est de type climat océanique dégradé des plaines du Centre et du Nord, selon une étude du CNRS s'appuyant sur une série de données couvrant la période 1971-2000. En 2020, Météo-France publie une typologie des climats de la France métropolitaine dans laquelle la commune est exposée à un climat océanique et est dans la région climatique Nord-est du bassin Parisien, caractérisée par un ensoleillement médiocre, une pluviométrie moyenne régulièrement répartie au cours de l'année et un hiver froid (3 °C).
Pour la période 1971-2000, la température annuelle moyenne est de 10,5 °C, avec une amplitude thermique annuelle de 14,5 °C. Le cumul annuel moyen de précipitations est de 687 mm, avec 10,7 jours de précipitations en janvier et 8,9 jours en juillet. Pour la période 1991-2020, la température moyenne annuelle observée sur la station météorologique la plus proche, située sur la commune de Fontaine-lès-Clercs à 14 km à vol d'oiseau, est de 10,8 °C et le cumul annuel moyen de précipitations est de 683,4 mm,. Pour l'avenir, les paramètres climatiques de la commune estimés pour 2050 selon différents scénarios d'émission de gaz à effet de serre sont consultables sur un site dédié publié par Météo-France en novembre 2022.

## Urbanisme

### Typologie
Au 1er janvier 2024, Muille-Villette est catégorisée commune rurale à habitat dispersé, selon la nouvelle grille communale de densité à sept niveaux définie par l'Insee en 2022.
Elle appartient à l'unité urbaine de Ham, une agglomération intra-départementale regroupant trois  communes, dont elle est une commune de la banlieue,,. Par ailleurs la commune fait partie de l'aire d'attraction de Ham, dont elle est une commune de la couronne,. Cette aire, qui regroupe 13 communes, est catégorisée dans les aires de moins de 50 000 habitants,.

### Occupation des sols
L'occupation des sols de la commune, telle qu'elle ressort de la base de données européenne d'occupation biophysique des sols Corine Land Cover (CLC), est marquée par l'importance des territoires agricoles (78,2 % en 2018), en diminution par rapport à 1990 (79,5 %). La répartition détaillée en 2018 est la suivante : 
terres arables (73,3 %), zones urbanisées (16 %), forêts (5,8 %), zones agricoles hétérogènes (4,9 %). L'évolution de l'occupation des sols de la commune et de ses infrastructures peut être observée sur les différentes représentations cartographiques du territoire : la carte de Cassini (XVIIIe siècle), la carte d'état-major (1820-1866) et les cartes ou photos aériennes de l'IGN pour la période actuelle (1950 à aujourd'hui).

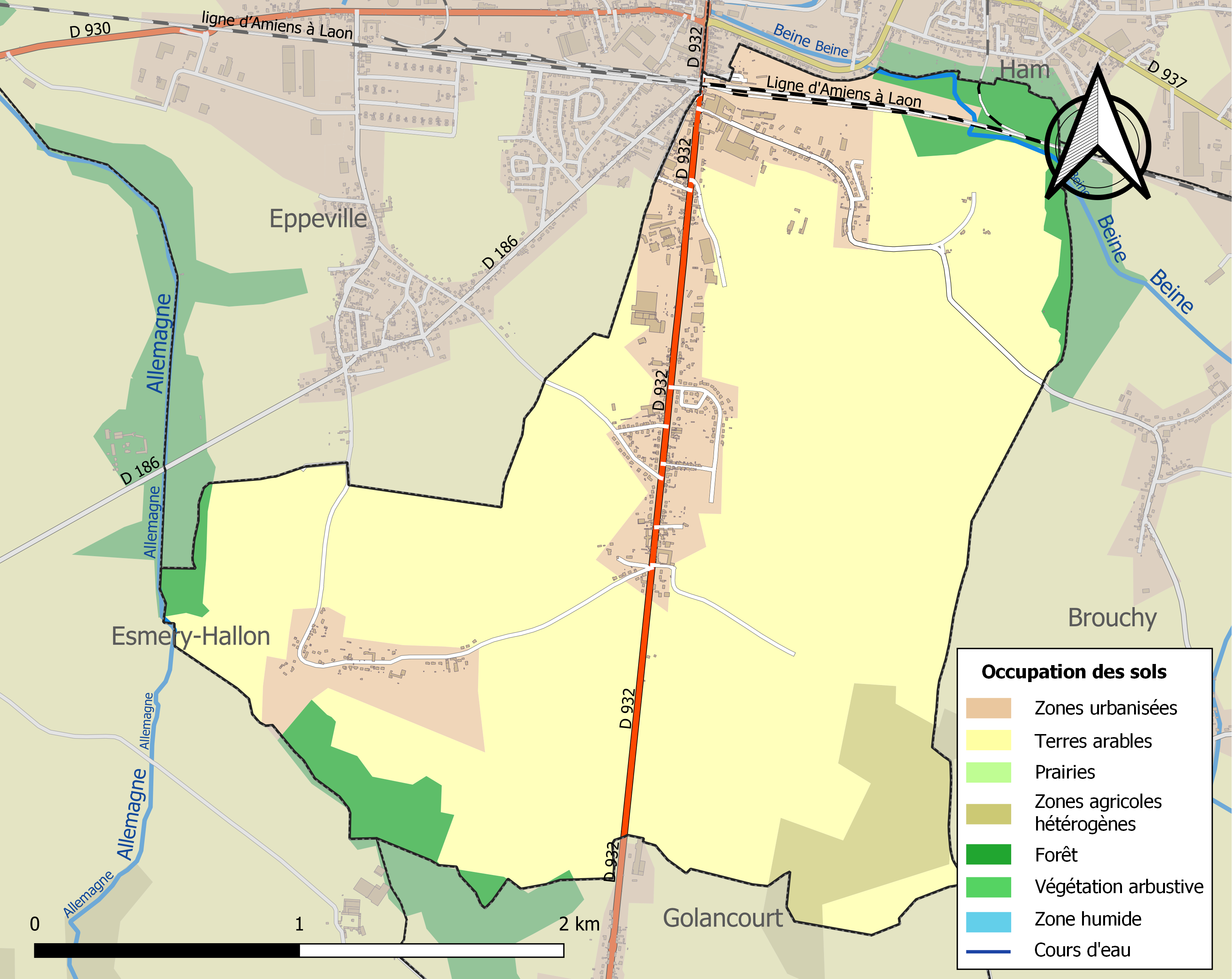
Carte des infrastructures et de l'occupation des sols de la commune en 2018 (CLC).

### Habitat
La commune de Muille-Villette est composée de trois agglomérations :
- Muille, le chef-lieu de la commune, est un village rue situé le long de l'ancienne route nationale de Paris à Saint-Quentin ;
- le hameau de Flamicourt situé au nord-est de la commune à proximité de la voie ferrée Amiens-Tergnier ;
- le hameau de Villette, situé au sud-est de la commune.

### Voies de communication et transports
La gare de Ham se trouve au lieu-dit Flamicourt, sur le territoire communal. Cette gare est desservie par des trains TER Hauts-de-France circulant entre les gares d'Amiens et de Laon ou de Saint-Quentin.
Elle est traversée par l'ex-RN 32, dans son tracé initial de Senlis à la frontière franco-belge (actuelle RD 932).
La commune est desservie, en 2023, par la ligne 677 du réseau interurbain de l'Oise et par les lignes 750 et 753 du réseau Trans'80.

## Toponymie
Forme latinisée, Murmiliacum est cité en 987 dans un diplôme du roi Lothaire et sous les formes Muile (1147-1215-1248) ; Muiles (1177) ; Muyla (1208) ; Muil (1231) ; Muyle (12..) ; Muilles (1331) ; Muille les Ham (1541) ; Muelle… ; Muille (1648) ; Muille-Villette (1801).

Muille tiré du mot celtique Mühle : « moulin » à cause des moulins à vent introduits en France à l'époque des croisades.
Villette, ancien hameau de Muille attesté sous les formes Vileta 1177 ; Villeta 1177 ; Villula 1213-1231 ; Vilete 1190 ; Vilette XIIe siècle ; Willette 1341 ; Villette 1384 ; La Villette 1575 ; Villete 1733.

Villette : diminutif de villa, domaine rural où riche demeure à la campagne, en Gaulle Romaine : une petite habitation.

## Histoire

### Antiquité
À la fin des années 1970, un atelier de potiers fut mis au jour au nord et au sud du village de Muille, le long de l' ancienne voie romaine reliant l'actuel village de Cuts à Ham. Ces céramiques réalisées aux IIe et IIIe siècles à Muille, appartiennent aux céramiques du groupe du Noyonnais. Un nom de potier nous est parvenu, il s'agit de Quintus Valerius Veranius qui marquait sa production d'une estampille. Sa production fut exportée jusqu'en Bretagne, l'actuelle Angleterre.

### Moyen Âge
L'existence d'un lieu nommé Muille nous est connu au Moyen Âge par un diplôme du roi Lothaire de 982.
La dîme de Muille appartenait à l'hôtel-dieu de Noyon et à l'abbaye de Prémontré.

### Époque moderne
En 1541, Charles de Bovelles, était seigneur de Muille-lez-Ham.

### Époque contemporaine

#### Révolution française
Pendant la Révolution française, en 1789, fut instituée la commune de Muille. Cette commune absorba entre 1790 et 1794 celle de Villette, et la nouvelle commune devint Muille-Villette.

#### XIXesiècle
Le chemin de fer arrive à Ham et à Muille-Villette en 1867, par la Compagnie des chemins de fer du Nord, grâce à la mise en service de la ligne d'Amiens à Laon, puis la ligne de Saint-Quentin à Ham, une ligne de chemin de fer secondaire à voie normale de la compagnie des chemins de fer départementaux de l'Aisne, et enfin de deux lignes secondaires à voie métrique, celle reliant Albert à Ham des chemins de fer départementaux de la Somme et celle de Guiscard à Ham de la compagnie des Chemins de fer de Milly à Formerie et de Noyon à Guiscard et à Lassigny.

#### Première Guerre mondiale
La commune est longuement occupée par l'armée allemande. Elle est considérée comme détruite après l'Armistice.
Elle a été décorée de la Croix de guerre 1914-1918, le 27 octobre 1920.

#### Entre-deux-guerres, la reconstruction
La reconstruction est menée pendant l'entre-deux-guerres.
Les frères Paul et Octave Noé construisent en 1925, entre la voie ferrée et la rue de Flamicourt, une minoterie qui prend en 1928 le nom des Grands Moulins de la Somme, qui transformaient alors en farine 350 quintaux de blé et les livraient aux boulangers de la Somme, de l'Aisne, l'Oise, la Seine Maritime et Paris.

#### Seconde Guerre mondiale
Le 20 mai 1940, au cours de la Bataille de France, la gare de Ham, située sur le territoire de la commune de Muille-Villette, fut victime d'un bombardement aérien de l'armée allemande qui coupa la route de Paris.
La minoterie de Muille est partiellement détruite au cours de la Seconde Guerre mondiale et rétablie en 1943, agrandie durant le 4e quart du XXe siècle.

#### Fin duXXesiècle
La minoterie  fonctionne jusqu'en 1985, puis ne sert qu'au stockage de blé de 1985 à 1994, année de sa fermeture définitive.

## Politique et administration

### Rattachements administratifs et électoraux
La commune se trouve dans l'arrondissement de Péronne du département de la Somme. Pour l'élection des députés, elle fait partie depuis 1958 de la cinquième circonscription de la Somme.
La commune fait partie depuis 1793 du canton de Ham. Dans le cadre du redécoupage cantonal de 2014 en France, ce canton, dont la commune fait toujours partie, est modifié, passant passe de 19 à 67 communes.

### Intercommunalité
La commune faisait partie de la communauté de communes du Pays Hamois, qui succédait au district de Ham, créé en 1960, que Brouchy avait rejoint en 1961.
La loi portant nouvelle organisation territoriale de la République (Loi NOTRe) du 7 août 2015, prévoyant que les établissements publics de coopération intercommunale (EPCI) à fiscalité propre doivent avoir un minimum de 15 000 habitants, le schéma départemental de coopération intercommunale (SDCI) arrêté par le préfet de la Somme le 30 mars 2016 prévoit notamment la fusion des communautés de communes du Pays Hamois et celle du Pays Neslois, afin de constituer une intercommunalité de 42 communes groupant 20 822 habitants, et précise qu'il « s'agit d'un bassin de vie cohérent dans lequel existent déjà des migrations pendulaires entre Ham et Nesle. Ainsi Ham offre des équipements culturels, scolaires et sportifs (médiathèque et auditorium de musique de grande capacité, lycée professionnel, complexe nautique), tandis que Nesle est la commune d'accueil de grandes entreprises de l'agroalimentaire ainsi que de leurs sous-traitants ».
La fusion intervient le 1er janvier 2017 et la nouvelle structure, dont la commune fait désormais partie, prend le nom de communauté de communes de l'Est de la Somme,.

### Liste de maires
| Période                                  | Période                     | Identité              | Étiquette | Qualité |
| ---------------------------------------- | --------------------------- | --------------------- | --------- | ------- |
| Les données manquantes sont à compléter. |                             |                       |           |         |
|                                          |                             | Bernard Dhaene        |           |         |
| maire en 1999                            |                             | Dany Trimbicki        |           |         |
| Les données manquantes sont à compléter. |                             |                       |           |         |
| mars 2001                                | 2014                        | Patrick Souply        |           |         |
| avril 2014                               | mai 2020,                   | Jean-Claude Chasselon |           |         |
| mai 2020                                 | En cours (au 1er juin 2020) | Florian Slosarczyk    |           |         |

## Population et société

### Démographie
L'évolution du nombre d'habitants est connue à travers les recensements de la population effectués dans la commune depuis 1793. Pour les communes de moins de 10 000 habitants, une enquête de recensement portant sur toute la population est réalisée tous les cinq ans, les populations de référence des années intermédiaires étant quant à elles estimées par interpolation ou extrapolation. Pour la commune, le premier recensement exhaustif entrant dans le cadre du nouveau dispositif a été réalisé en 2006.

En 2022, la commune comptait 790 habitants, en évolution de −4,01 % par rapport à 2016 (Somme : −1,26 %, France hors Mayotte : +2,11 %).
| 1793 | 1800 | 1806 | 1821 | 1831 | 1836 | 1841 | 1846 | 1851 |
| ---- | ---- | ---- | ---- | ---- | ---- | ---- | ---- | ---- |
| 147  | 174  | 179  | 192  | 251  | 269  | 262  | 331  | 345  |

| 1856 | 1861 | 1866 | 1872 | 1876 | 1881 | 1886 | 1891 | 1896 |
| ---- | ---- | ---- | ---- | ---- | ---- | ---- | ---- | ---- |
| 331  | 344  | 314  | 335  | 330  | 324  | 310  | 356  | 379  |

| 1901 | 1906 | 1911 | 1921 | 1926 | 1931 | 1936 | 1946 | 1954 |
| ---- | ---- | ---- | ---- | ---- | ---- | ---- | ---- | ---- |
| 383  | 381  | 367  | 376  | 543  | 608  | 630  | 654  | 645  |

| 1962 | 1968 | 1975 | 1982 | 1990 | 1999 | 2006 | 2011 | 2016 |
| ---- | ---- | ---- | ---- | ---- | ---- | ---- | ---- | ---- |
| 804  | 816  | 822  | 800  | 745  | 785  | 791  | 830  | 823  |

| 2021 | 2022 | - | - | - | - | - | - | - |
| ---- | ---- | - | - | - | - | - | - | - |
| 810  | 790  | - | - | - | - | - | - | - |

### Enseignement
L'école primaire (maternelle et élémentaire) compte 104 élèves à la rentrée 2018.
À la rentrée de septembre 2025, le regroupement pédagogique Eppeville-Brouchy s'agrandit : il concerne les communes de Muille-Villette, Eppeville et Brouchy.

### Équipements
La mairie a été déplacée en 2017 dans les locaux d'une ancienne maison d'habitation et ses bâtiments d'exploitation agricole. L'ancienne mairie est réhabilitée pour servir de cantine aux enfants des écoles.

## Économie
La commune a perdu une grande partie de son activité industrielle dans le secteur de l'agro-alimentaire : minoterie et conserverie de légumes. Elle a gardé[Quand ?] une usine spécialisée dans la fabrication de caoutchouc synthétique[réf. nécessaire].
Les activités commerciales se sont développées notamment dans le secteur de l'alimentation et des produits de consommation courante[réf. nécessaire].

## Culture locale et patrimoine

### Lieux et monuments
- Église Saint-Médard. Initialement du XVIe siècle, elle a été ruinée et reconstruite à différentes reprises.
- Ancienne minoterie, 11 rue de Flamicourt. Construite en béton armé à six étages carrés, après les destructions de la Première Guerre mondiale en 1928 et 1835, elle comptait plus de vingt salariés en 1962[47]. Fermés depuis 1994, les Grands Moulins de la Somme sont démolis en 2017, dans le cadre de la revitalisation du centre-bourg de Ham et de son pôle gare[48].
- Conserverie Gaillard, puis SICA du Vermandois, 5 rue de Paris, construite au milieu du XXe siècle, probablement d'abord sous la raison sociale chacun, puis SICA du Vermandois. Elle comptait 65 salariés en 1893[49].
- Huilerie Lefrant et Rigaud, actuellement puis Lefrant Rubco S.A., 64 rue de Paris, initialement fabrique d'huile pour éclairage à base d'oeillette connue en 1850, et disposant alors d'une machine à vapeur, de deux fourneaux et une forge avec au total 21 salariés. Elle est transformée en usine de caoutchouc vers 1902. Reconstruite vers 1920 après les destructions de la Première Guerre mondiale avec 5 cheminées et de nombreux appareils à vapeur vers 1930, elle subit d'importantes destructions au début de la Seconde Guerre mondiale, en 1940.

Les ateliers, magasins et entrepôts ont été achevés avant 1955 ; l'usine poursuit son activité (caoutchouc expansé, factices) sous la raison sociale Lefrant Rubco et compte 45 salariés en 1983,.
- Cimetière militaire allemand de Muille-Villette.
- Cimetière militaire britannique : il jouxte le cimetière allemand.

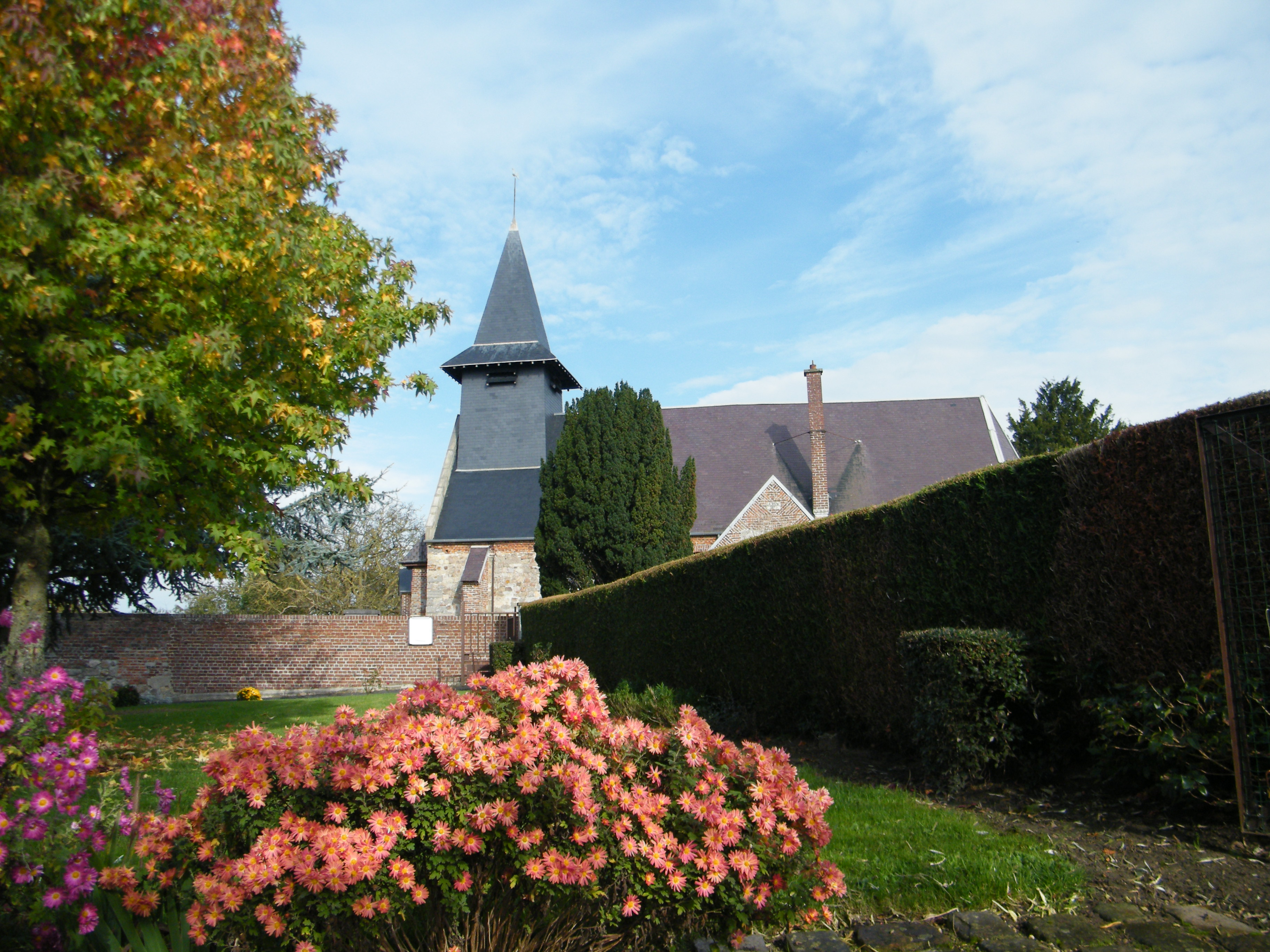
L'église Saint-Médard.
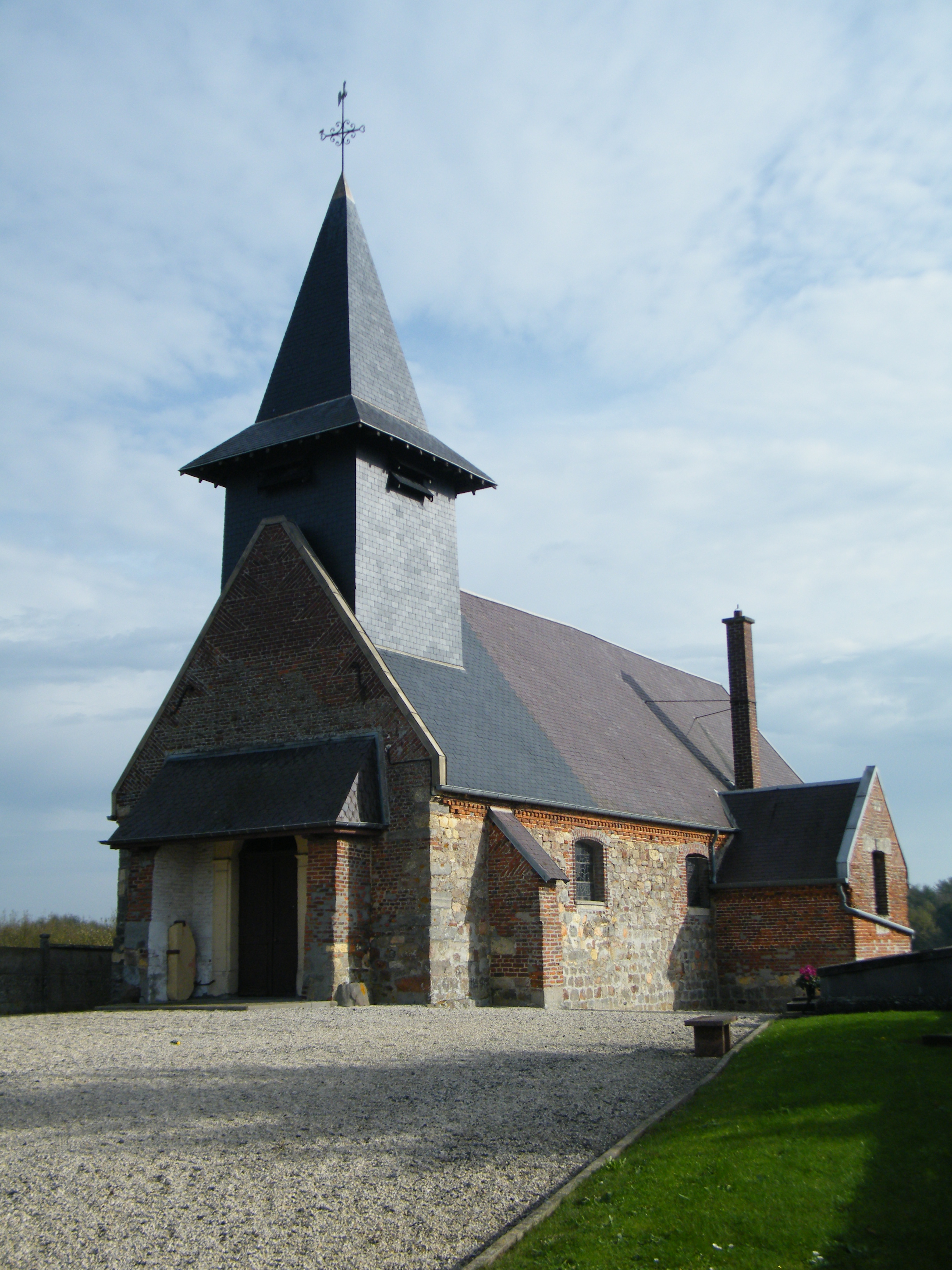
Autre vue de l'église.
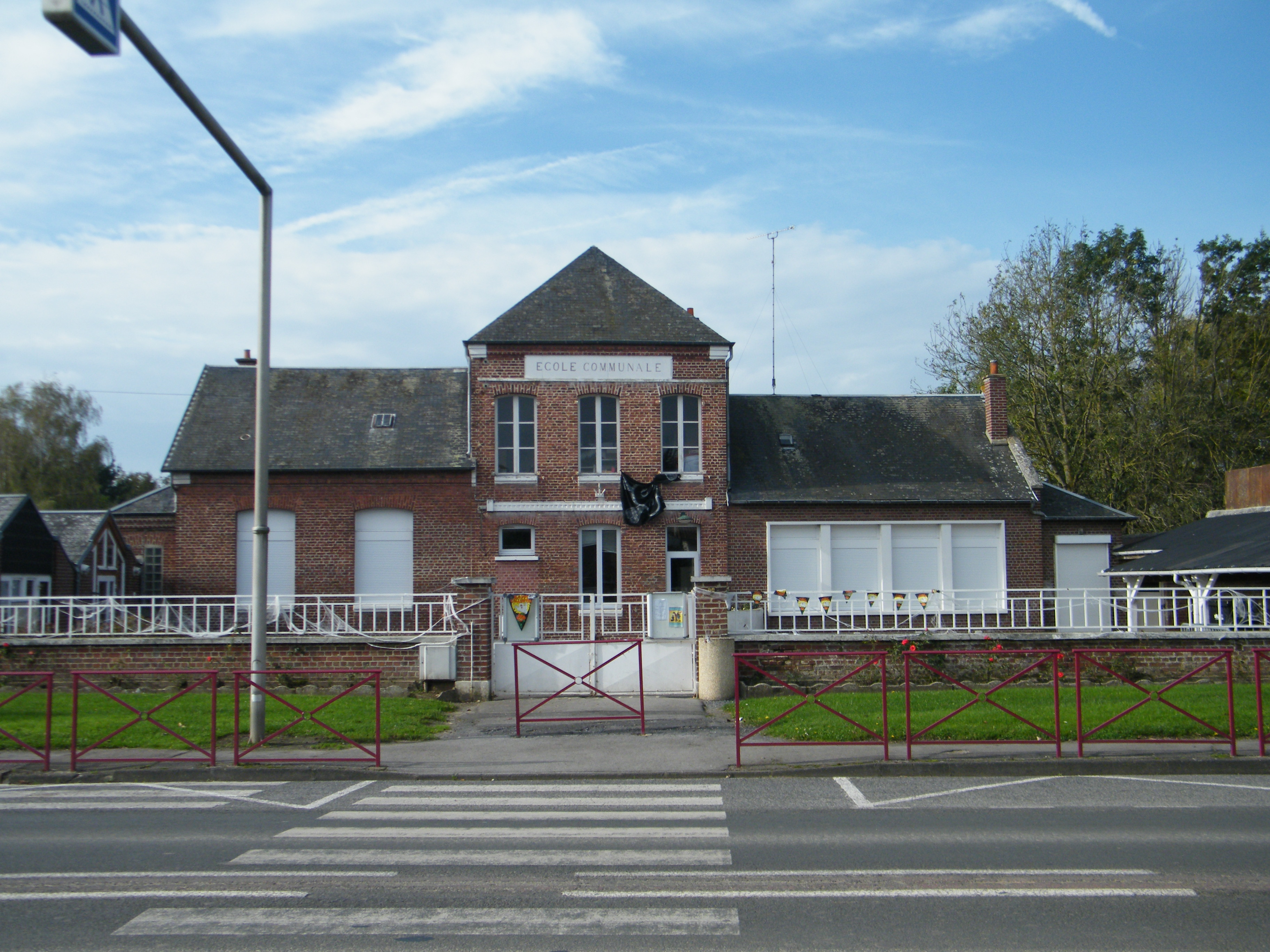
L'école.
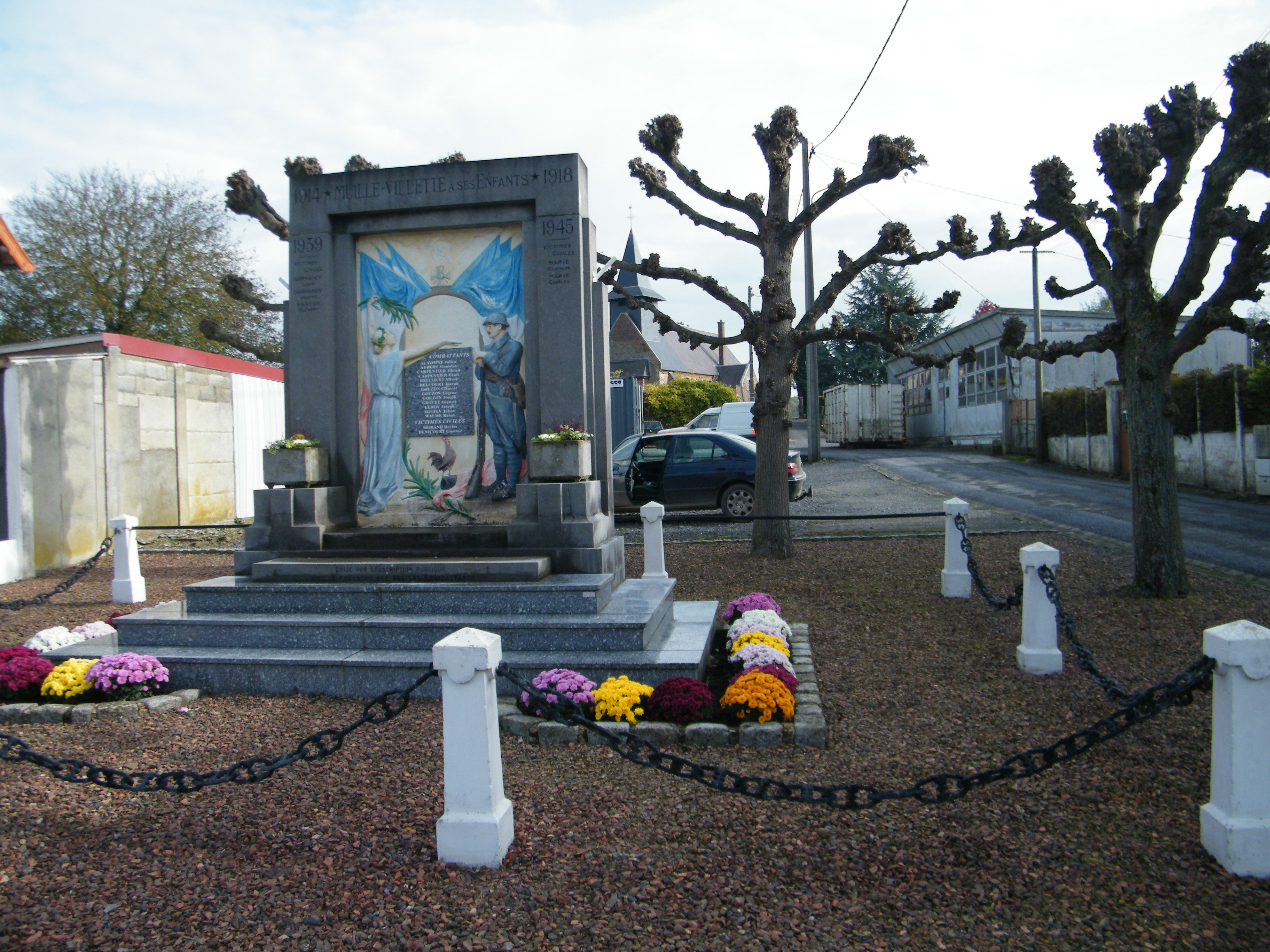
Le monument aux morts.
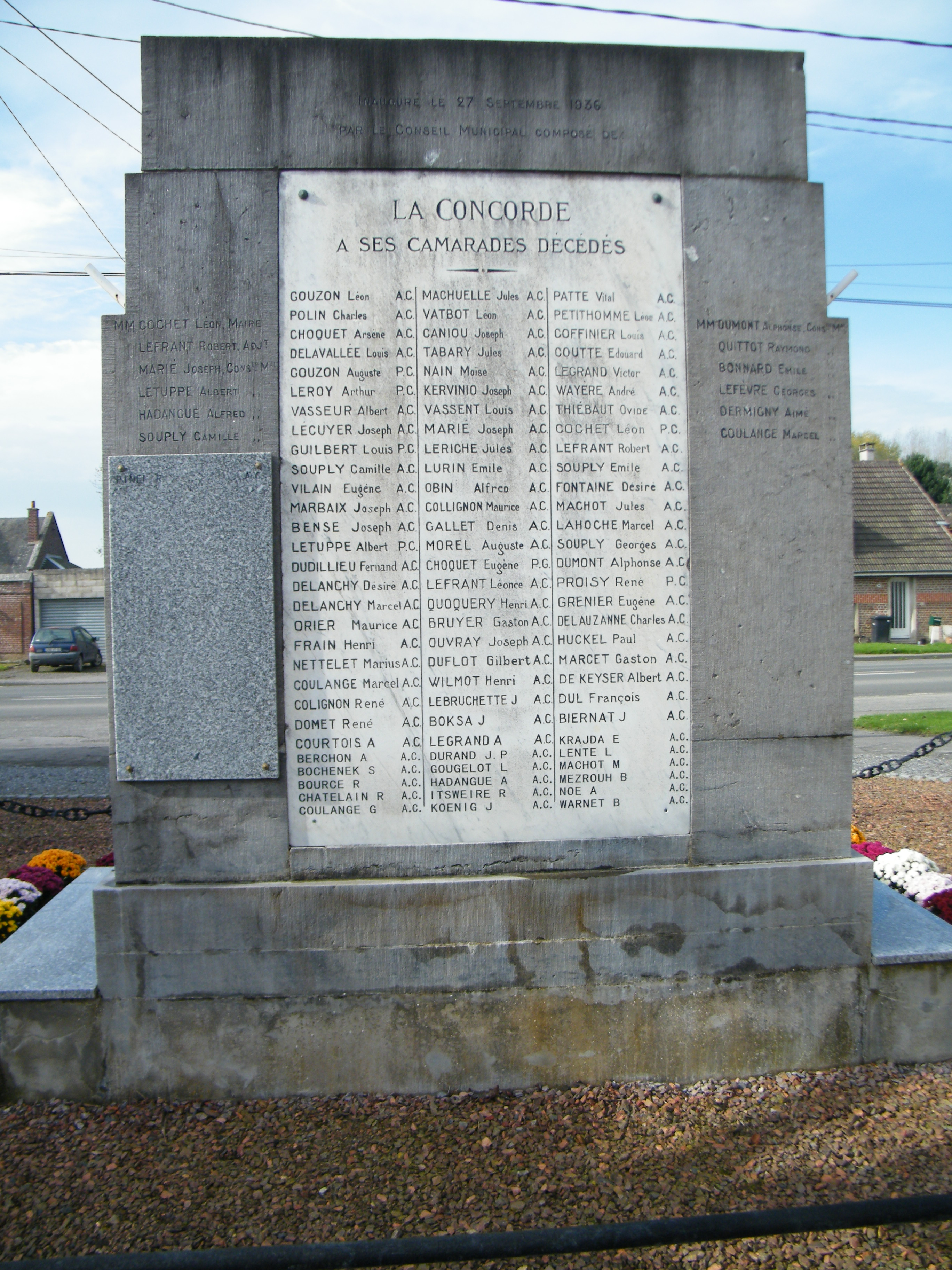
Arrière du monument aux morts.
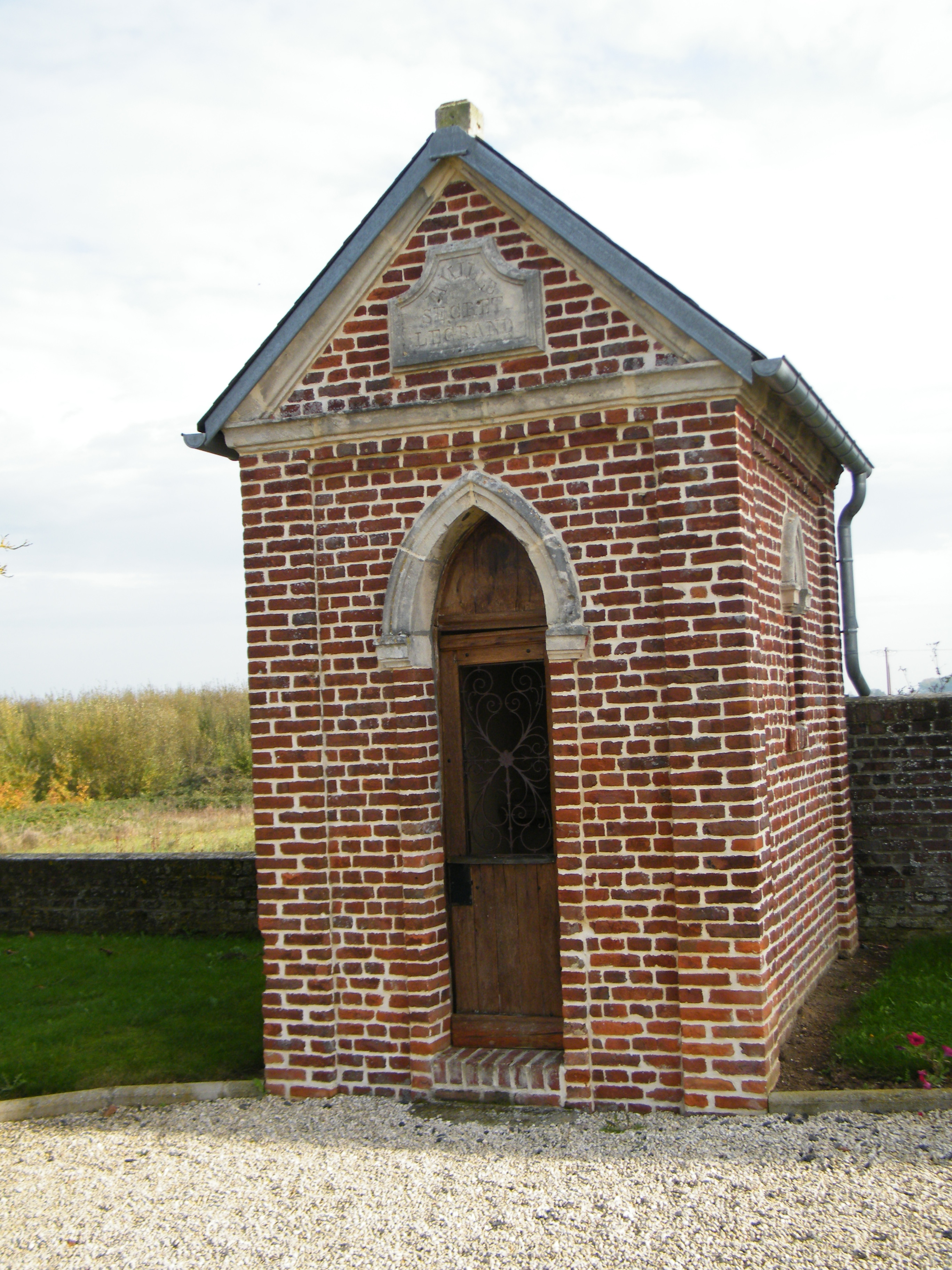
Chapelle.

### Personnalités liées à la commune
Guy Lefrant (1923-1993), cavalier, médaillé olympique lors de trois olympiades et dans trois épreuves différentes. Né à Muille-Villette.

### Héraldique
| Blason de Muille-Villette | Blason  | De gueules au pal d'or accosté de quatre demi-vols du même, adossés deux à deux. |
| Blason de Muille-Villette | Détails | Le statut officiel du blason reste à déterminer.                                 |